# Prunus ramburii
Prunus ramburii — вид квіткових рослин з родини трояндових (Rosaceae). Ареал охоплює такі країни: Іспанія.

## Середовище
P. ramburii є ендемічним для Андалусії, де він зустрічається в горах Сьєрра-Невада та околицях. Росте в сухих гірських чагарниках на кам'янистих ділянках; переважно на вапняних відслоненнях. На вид впливають пожежі, туризм та брак запилювачів.

## Використання
Дикий родич та потенційний донор генів мигдалю, персика та нектарина, сливи, терну та черешні.